# Rádio Cultura Brasil
Rádio Cultura Brasil é uma emissora de rádio brasileira sediada em São Paulo, capital do estado homônimo. Opera no dial AM, na frequência de 1200 kHz, e em FM, pela faixa estendida, nos 77,9 MHz. É gerida pela Fundação Padre Anchieta, órgão do Governo do Estado de São Paulo responsável pelas emissoras de rádio e TV educativas do estado. Seus estúdios ficam localizados no bairro da Lapa de Baixo, junto aos outros veículos da FPA. Seus transmissores de AM estão no distrito de Socorro, às margens da Represa de Guarapiranga, e seu transmissor de FM está instalado na Torre Cultura, localizada no bairro do Sumaré.

## História

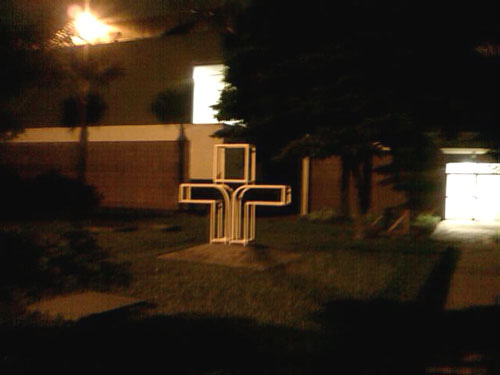
Fachada da sede da Rádio Cultura Brasil

A emissora surgiu no início dos anos 1930 como uma brincadeira dos irmãos Dirceu e Olavo Fontoura, filhos do farmacêutico Cândido Fontoura, criador do Biotônico Fontoura. As primeiras transmissões ocorreram de forma clandestina na garagem de uma casa na Rua Padre João Manuel e inicialmente era apenas para aprendizado e entretenimento deles e de seus amigos. O primeiro nome da estação foi DKI - A Voz do Juqueri, em alusão ao extinto Hospital Psiquiátrico do Juqueri. As emissões clandestinas trouxeram alguns problemas aos Fontoura, que não desistiram e logo perceberam que sua brincadeira tinha enorme potencial de divulgar as atividades artístico-culturais de São Paulo e assim surgiu oficialmente a PRE-4 Rádio Cultura, agora renomeada como  A Voz do Espaço, na frequência de 1300 kHz, com suas novas instalações no bairro do Jabaquara, onde estavam localizadas sua torre de transmissão, seus escritórios e estúdios.
A inauguração da sede no Jabaquara, em 16 de junho de 1936, foi uma grande festa e contou com diversas personalidades do meio artístico e cultural, como Procópio Ferreira, que apresentou no local a peça Deus lhe pague. Também estava presente Nhô Totico que já estava desde a fase inicial da Rádio Cultura em 1934 com o programa Vila da Arrelia.
A aceitação da rádio pelos ouvintes paulistanos foi imediata e a audiência animava a família Fontoura que logo percebeu um grande inconveniente de sua sede no Jabaquara: era longe da região central de São Paulo, onde tudo acontecia, mas isso não impedia dos auditórios lotarem e nem mesmo era obstáculo para as famosas peneiras (eventos que selecionavam novos talentos para o rádio), mas incomodavam os proprietários que perceberam que se estivessem estabelecidos em uma região de maior destaque teriam tudo para a emissora se consagrar de vez. Surgia assim em 1937 o projeto do futuro Palácio do Rádio.
A Rádio Sociedade Cultura e os Fontoura não pouparam esforços para construir um edifício que transformaria de vez o rádio paulistano. Um prédio suntuoso na Avenida São João, na época a mais elegante da cidade e apelidada por muitos de Broadway Paulistana, abrigaria os novos estúdios, escritórios e auditório.
Sendo assim, em 28 de março de 1939, três anos depois da emissora abrir as portas oficialmente, era inaugurado o Palácio do Rádio. Para a estreia foram convidados estrelas do rádio e da música de vários cantos do Brasil e do mundo, como o conjunto cubano Habana, a atriz e cantora argentina Lita Landi, o pianista brasileiro Francisco Gorga e o tenor húngaro Nicolau Szedo da Ópera Real da Hungria entre outros, todos eles dirigidos por Nicolau Tuma, então locutor chefe da emissora.
Com o passar dos anos mais rádios surgiram e a concorrência entre as emissoras passou a ficar cada vez mais acirrada. A família Fontoura também já não conseguia dedicar-se como gostaria à rádio, já que o seu principal negócio, a fábrica do biotônico, exigia muita atenção dos filhos de Cândido Fontoura e em 1940 resolveu vendê-la para Paulo Machado de Carvalho, dono da Rádio Record, que passou a formar as Emissoras Unidas. Em 1953 foi adquirida pelas Organizações Victor Costa.  Apesar de ainda manter um certo nível de qualidade, a emissora passou a enfrentar algumas dificuldades e deixou de contar com elenco próprio o que reduziu consideravelmente o público que frequentava o Palácio do Rádio. Mesmo assim o aniversário de 22 anos da emissora foi bastante comemorado e contou com transmissão pela TV Paulista, mas sem o mesmo brilho de antes.
Com o auditório recebendo um público bem abaixo do esperado e as atenções começando a se voltar aos programas televisivos, em destaque desde o surgimento da TV no Brasil em 1950, cogitaram-se novos usos para o ainda elegante Palácio do Rádio. Em 1953 surgiu a ideia de Cacilda Becker assumir o auditório para transformá-lo em um teatro. As conversas realmente ocorreram, mas por razões desconhecidas a atriz desistiu do projeto no final daquele ano. O prédio foi demolido em 1975.
Em 1959, a emissora foi adquirida pelos Diários Associados, que a transferiu, em 1967, juntamente com a TV Cultura, para o controle da recém criada Fundação Padre Anchieta.
Em 1970, a Rádio Cultura desenvolveu seu primeiro projeto educacional: o pioneiro Curso Supletivo de Madureza Ginasial (Primeiro Grau), que integrava as emissões do Projeto Minerva para todo o país. Durante mais de uma década, foram criados e veiculados diversos programas voltados ao ensino básico: eram aulas de línguas estrangeiras, história, matemática, português e até de ginástica. Em 1971, iniciou suas transmissões em FM na frequência de 88,9 MHz. Em meados de 1975, a emissora mudou-se para os atuais 1200 kHz, ocupando o lugar que era da Rádio Piratininga, cassada um ano antes.
Na década de 1980, iniciou-se a produção de programas educativos com formatos de entretenimento e bem mais ágeis. Nesse contexto, surgiu o Matéria Prima, apresentado por Serginho Groisman, o primeiro programa de rádio voltado para o público adolescente e jovem. Em 1990, o formato foi reestruturado e adaptado para televisão, obtendo enorme sucesso na TV Cultura e posteriormente no SBT e Rede Globo, com outros nomes.
A emissora passou por novas mudanças no final dos anos 1980, dedicando sua programação à Música Popular Brasileira (MPB).
Em 11 de agosto de 2008, passou a chamar-se Rádio Cultura Brasil.
Em 7 de maio de 2021, a emissora iniciou suas transmissões no dial FM estendido em São Paulo, nos 77,9 MHz, sendo uma das primeiras rádios AM da cidade e do país a realizar a migração para a faixa estendida.

## Programas e comunicadores
- Brasis - O Som da Gente (Teca Lima)
- Brasil Jazz Sinfônica (Tiago Costa)
- Coletânea (Alexandre Ingrevallo)
- Contraponto (João Marcello Bôscoli)
- Cultura Livre (Roberta Martinelli)
- De Volta pra Casa (Gilson Monteiro; em cadeia com Cultura FM)
- DiscoTeca (Teca Lima)
- Diversas (Fabiana Ferraz)
- Estação Cultura (Teca Lima; em cadeia com Cultura FM)
- Estúdio 77 (Alexandre Ingrevallo)
- Galeria (Fabiana Ferraz)
- Instrumental Brasileiro
- Melhor da Vida (Karyn Bravo)
- Minas, de uma esquina para o mundo (Ivan Vilela)
- Mistura Cultural (Adriana de Barros)
- Oito Em Ponto (Sergei Cobra; em cadeia com Cultura FM)
- Programação Musical (Fernando Uzeda)
- Programação Musical (Madeleine Alves)
- Programação Musical (Teca Lima)
- Reserva Musical (Gilson Monteiro)
- Solano Ribeiro e a Nova Música do Brasil
- Seleção Musical (Alexandre Ingrevallo)
- Supertônica (Arrigo Barnabé)
- Vozes do Brasil (Patrícia Palumbo)
- Viola, Violeiros e Cia. (Aloísio Milani)